# Pickardville
Pickardville est un hameau (hamlet) du Comté de Westlock, situé dans la province canadienne d'Alberta.

## Démographie
En tant que localité désignée dans le recensement de 2011, Pickardville a une population de 220 habitants dans 82 de ses 90 logements, soit une variation de 5,8 % par rapport à la population de 2006. Avec une superficie de 0,491 7 km2, le hameau possède une densité de population de 447,427 3 hab/km2 en 2011.
Concernant le recensement de 2006, Pickardville abritait 208 habitants dans 80 de ses 84 logements. Avec une superficie de 0,491 7 km2, le hameau possédait une densité de population de 423,0 hab/km2 en 2006.